# Liste der Kulturdenkmale in Wettersdorf (Roßwein)
In der Liste der Kulturdenkmale in Wettersdorf sind die Kulturdenkmale des Roßweiner Ortsteils Wettersdorf verzeichnet, die bis März 2024 vom Landesamt für Denkmalpflege Sachsen erfasst wurden (ohne archäologische Kulturdenkmale). Die Anmerkungen sind zu beachten.
Diese Aufzählung ist eine Teilmenge der Liste der Kulturdenkmale in Roßwein.

## Wettersdorf
| Bild                                    | Bezeichnung | Lage                    | Datierung                                                                                  | Beschreibung | ID       |
| --------------------------------------- | --- | ----------------------- | ------------------------------------------------------------------------------------------ | --- | -------- |
| Weitere Bilder                          | Sachgesamtheit Königlich-Sächsische Triangulierung („Europäische Gradmessung im Königreich Sachsen“); Station 101, Wetterhöhe | (Flurstück 110) (Karte) | Bezeichnet mit 1869                                                                        | Triangulationssäule; Station 2. Ordnung, bedeutendes Zeugnis der Geodäsie des 19. Jahrhunderts, vermessungsgeschichtlich von Bedeutung. Die vollständig erhaltene Station wurde nördlich der Wettersdorfer Windmühle erbaut. Vom Mühlenbesitzer erhielt man das dafür benötigte Grundstück zum Kauf. Auf der Säule der Wetterhöhe erfolgten bis zum Zweiten Weltkrieg mindestens sechs verschiedene Messungen. Die umfangreichste davon fand im Rahmen der Beobachtungen zur Anlage des Netzes 2. Classe statt. 14 Richtungen zu Nachbarpunkten 1. und 2. Classe sind dabei angezielt worden sowie die Kirche in Siebenlehn. Spätere Messungen dienten der weiteren Punktverdichtung niederer Ordnung. | 09305074 |
| Direkt Bild zu diesem Denkmal hochladen | Wohnstallhaus, zwei Seitengebäude, Scheune und zwei Torbögen                                                                  | Wettersdorf 1 (Karte)   | Um 1800                                                                                    | Ortsbildprägende, große Hofanlage mit vier prächtigen Fachwerkbauten und zwei großen Torbögen mit Schlussstein, landschaftsprägend, besterhaltener Hof des Ortes von großer bau- und sozialgeschichtlicher Bedeutung. Gebäude nach außen alle mit Fachwerkobergeschossen, Scheune in Fachwerk. | 09205906 |
| Direkt Bild zu diesem Denkmal hochladen | Wohnstallhaus eines ehemaligen Vierseithofes                                                                                  | Wettersdorf 3 (Karte)   | Bezeichnet mit 1828                                                                        | Weitgehend original erhaltenes Fachwerkhaus, regionalgeschichtlich von Bedeutung. Wohnstallhaus mit intaktem Fachwerkobergeschoss, zwei Portale mit Segmentbögen aus Sandstein, originale Fenstergrößen, Fachwerk aufgebrettert, Sanierung teilweise nicht denkmalgerecht. Seitengebäude ebenfalls mit Fachwerkobergeschoss und schönem Portal, Abbruch vor 2011. | 09205905 |
|                                         | Wohnstallhaus, Scheune und Seitengebäude eines Dreiseithofes                                                                  | Wettersdorf 10b (Karte) | 2. Hälfte 19. Jahrhundert (Seitengebäude und Scheune); bezeichnet mit 1909 (Wohnstallhaus) | Gut erhaltene Fachwerkbauten (Scheune und Seitengebäude), massives Wohnstallhaus mit originalen Fenstergewänden (profiliert) und originaler Verdachung mit Datierung, wertvoll aufgrund der intakten Hofstruktur, von baugeschichtlichem, sozialgeschichtlichem und landschaftsprägendem Wert. - Seitengebäude: Erdgeschoss massiv, Obergeschoss Fachwerk, Satteldach, Dacherker - Scheune: in Fachwerkkonstruktion - Wohnstallhaus: massiv, 1909 erbaut, 2011 denkmalgerecht saniert | 09205907 |

## Tabellenlegende
- Bild: Bild des Kulturdenkmals, ggf. zusätzlich mit einem Link zu weiteren Fotos des Kulturdenkmals im Medienarchiv Wikimedia Commons. Wenn man auf das Kamerasymbol klickt, können Fotos zu Kulturdenkmalen aus dieser Liste hochgeladen werden:
- Bezeichnung: Denkmalgeschützte Objekte und ggf. Bauwerksname des Kulturdenkmals
- Lage: Straßenname und Hausnummer oder Flurstücknummer des Kulturdenkmals. Die Grundsortierung der Liste erfolgt nach dieser Adresse. Der Link (Karte) führt zu verschiedenen Kartendiensten mit der Position des Kulturdenkmals. Fehlt dieser Link, wurden die Koordinaten noch nicht eingetragen. Sind diese bekannt, können sie über ein Tool mit einer Kartenansicht einfach nachgetragen werden. In dieser Kartenansicht sind Kulturdenkmale ohne Koordinaten mit einem roten bzw. orangen Marker dargestellt und können durch Verschieben auf die richtige Position in der Karte mit Koordinaten versehen werden. Kulturdenkmale ohne Bild sind an einem blauen bzw. roten Marker erkennbar.
- Datierung: Baubeginn, Fertigstellung, Datum der Erstnennung oder grobe zeitliche Einordnung entsprechend des Eintrags in der sächsischen Denkmaldatenbank
- Beschreibung: Kurzcharakteristik des Kulturdenkmals entsprechend des Eintrags in der sächsischen Denkmaldatenbank, ggf. ergänzt durch die dort nur selten veröffentlichten Erfassungstexte oder zusätzliche Informationen
- ID: Vom Landesamt für Denkmalpflege Sachsen vergebene, das Kulturdenkmal eindeutig identifizierende Objekt-Nummer. Der Link führt zum PDF-Denkmaldokument des Landesamtes für Denkmalpflege Sachsen. Bei ehemaligen Kulturdenkmalen können die Objektnummern unbekannt sein und deshalb fehlen bzw. die Links von aus der Datenbank entfernten Objektnummern ins Leere führen. Ein ggf. vorhandenes Icon  führt zu den Angaben des Kulturdenkmals bei Wikidata.